# فرناند بوون
فرناند بوون (1 أغسطس 1934 في بلجيكا - 11 سبتمبر 2013 في بلجيكا) هو لاعب كرة قدم بلجيكي في مركز حراسة المرمى. شارك مع منتخب بلجيكا لكرة القدم. أما مع النوادي، فقد لعب مع نادي كلوب بروج وK.S.V. Roeselare ‏.

## وصلات خارجية
- فرناند بوون على موقع الاتحاد البلجيكي (الإنجليزية)
- فرناند بوون على موقع قاعدة بيانات كرة القدم.إي يو (الإنجليزية)
- فرناند بوون على موقع ناشيونال فوتبول تيمز (الإنجليزية)